# Fred Appleyard
Pour les articles homonymes, voir Appleyard.
 (27 janvier 2017).
Fred Appleyard (1874 – 1963) est un artiste britannique de paysages. Il a exposé 41 œuvres au cours de sa vie à l'Académie Royale et peint la fresque de "Spring driving out Winter" à l'Academy Restaurant.

## Biographie
Il est né le 9 septembre 1874 à Middlesbrough en Angleterre, il est le fils d'Isaac Appleyard, un marchand de fers à repasser.
Ayant reçu son éducation formelle à Scarborough, il étudie à Scarborough School of Art sous le peintre de genre et de paysages peintre Albert Strange (en). C'est à Scarborough School of Art qu'il rencontre Harry Watson, les deux sont restés amis pour la vie.